# 52. pehotni polk (Avstro-Ogrska)
Za druge 52. polke glejte 52. polk.
52. pehotni polk (izvirno nemško Infanterie-Regiment Nr. 52; dobesedno slovensko: Pehotni polk št. 52) je bil pehotni polk k.u.k. Heera.

## Poimenovanje
- Ungarisches Infanterie Regiment »Erzherzog Friedrich« Nr. 52/Madžarski pehotni polk »Nadvojvoda Friedrich« št. 52
- Infanterie Regiment Nr. 52 (1915 - 1918)

## Zgodovina
Polk je bil ustanovljen leta 1741. 

### Prva svetovna vojna
Polkovna narodnostna sestava leta 1914 je bila sledeča: 52% Madžarov, 38% Nemcev in 10% drugih. Naborni okraj polka je bil v Fünfkirchenu, pri čemer so bile polkovne enote garnizirane sledeče: Brod a. d. Save (štab, I. in IV. bataljon), Ragusa (II. bataljon) in Fünfkirchen (III. bataljon).
Med prvo svetovno vojno se je polk bojeval tudi na soški fronti. V bojih 3. novembra 1915 (med tretjo soško ofenzivo) je II. bataljon odbil šest italijanskih napadov, nakar pa se je sedmi italijanski val predal pred bataljonskimi položaji. Med deseto soško ofenzivo je polk obranil svoje položaje pri Plavah pred napadi italijanske 3. pehotne divizije.
V sklopu t. i. Conradovih reform leta 1918 (od junija naprej) je bilo znižano število polkovnih bataljonov na 3.

## Organizacija
1918 (po reformi)
- 1. bataljon
- 3. bataljon
- 4. bataljon

## Poveljniki polka
- 1859: Friedrich von Grobois[10]
- 1865: Friedrich von Grobois[11]
- 1879: Carl Polz von Ruttersheim[12]
- 1908: Nikolaus Fekete de Bélafalva[13]
- 1914: Lukas von Vuchetich[1]

## Slavni pripadniki
V polku je vojaško kariero pričel takrat poročnik Svetozar Borojević von Bojna.